# 11258 Aoyama
11258 Aoyama este un asteroid din centura principală de asteroizi.

## Descriere
11258 Aoyama este un asteroid din centura principală de asteroizi. A fost descoperit pe 1 noiembrie 1978 la Caussols de Kōichirō Tomita. El prezintă o orbită caracterizată de o semiaxă mare de 3,11 ua, o excentricitate de 0,13 și o înclinație de 5,6° în raport cu ecliptica.